# Anne Baezner
Anne Baezner, née à Genève en 1970, est une artiste suisse, designer plasticienne, étroitement liée à la conception de bijoux contemporains.

## Parcours professionnel
En 1990, Anne Baezner obtient le Certificat de maturité fédérale, et de 1992 à 1995 suit des études à la Haute École d'art et de design Genève où elle obtient, en 1995, le diplôme « création d'objets ESAA », mention très bien. 
En 1995, elle fonde avec Annick Zufferey la première galerie genevoise de bijoux contemporains, la "Galerie A" (Carouge), qu'elles gèrent jusqu'en 2000. Depuis 1997, elle travaille au Musée d'art et d'histoire de Genève dans le domaine de la conservation scientifique pour les collections d'horlogerie, d'émaillerie, de bijouterie et de miniatures (portrait). De 1994 à 2012 elle exposera ses créations dans plus d'une trentaine d'expositions de par le monde.

## Distinctions
En 1995, Anne Baezner obtient le Prix du fonds cantonal de décoration et d'art visuel ainsi que le prix du Conseil de direction de l'école des arts décoratifs à Genève.

## Expositions

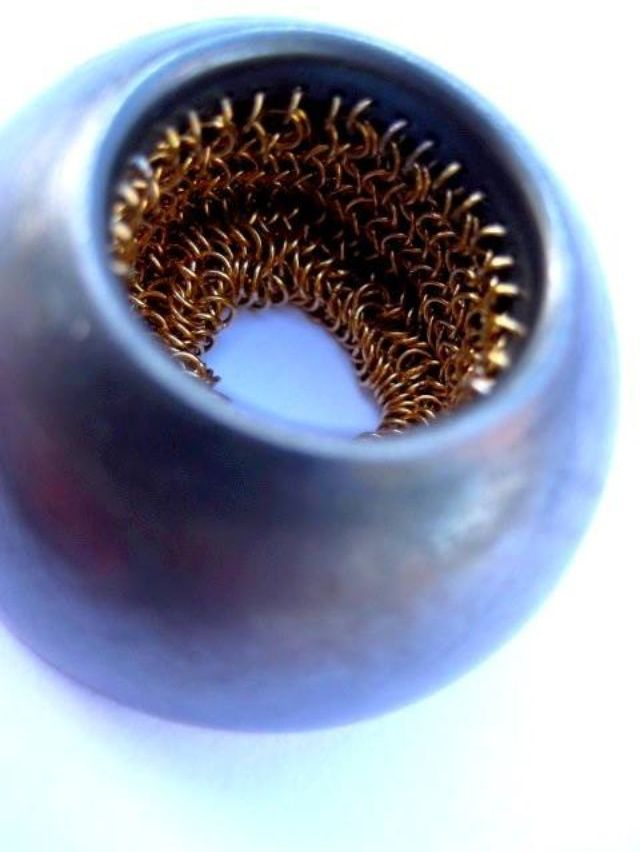
Bague, 1995, Argent noirci, cotte de mailles vermeil

- 1994 : Anne Baezner, vitrine d'entrée du Musée de l'horlogerie et de l'émaillerie, Genève
- 1994 : Les Bijoux de la Saint-Valentin, Galerie NØ, Lausanne ; Galerie Ipsofakto, Lausanne
- 1994 : Vitrine d'été, Galerie Equinoxe, Carouge
- 1995 : Class of 95', Goldsmith Hall, Londres
- 1995 : Travaux de diplôme, Musée de l'horlogerie et de l'émaillerie, Genève
- 1995 : Travaux de diplôme, Galerie Michèle Zeller, Berne
- 1997 : Jeunes créateurs de Suisse romande, la mode et la création de bijoux, Musée des Arts décoratifs, Lausanne[3]
- 1997 : En Cinq Sec', Galerie Ipsofakto, Lausanne
- 1997 : Quatre bijoutières suisses romandes : Anne Baezner , Sophie Hanagart, Sonia Morel, Nina Raeber, Galerie Hélène Porée, Paris
- 1998 : Fin de journée et ainsi de suite..., Galerie TACTILe, Genève
- 2001 : Infini, Galerie Vice-Versa, Lausanne
- 2001-2004 : Mikromegas : exposition organisée dans le cadre du 150e anniversaire de l'Association bavaroise des arts et de l'artisanat à Munich 1851-2001, Musée de l'horlogerie et de l'émaillerie, Genève, du 13 juin au 13 octobre 2002[4]
- 2002 : Pièce à conviction, Galerie TACTILe, Genève
- 2002 : Les Pies invitent, Galerie TACTILe, Genève
- 2002-2003 : Le bijou suisse au XXe siècle, Musée d'art et d'histoire, Genève[2]
- 2003 : Swiss Design : traditionally progressive, Totem Gallery, New York
- 2003 : Criss+Cross : design en Suisse, 5e Biennale de l'architecture, Sao Paolo, Brésil ; Gewerbemuseum, Winterthur[5]
- 2004 : Criss+Cross : design en Suisse, Berlin ; Budapest ; République tchèque ; Slovaquie[5]
- 2004 : 200 rings, Galerie Velvet da Vinci, San Francisco
- 2004 : Porte-bonheur, Galerie Vice-Versa, Lausanne
- 2005 : Criss+Cross : design en Suisse, Cieszyn, Pologne ; Rome ; Willisau ; Lucerne[5]
- 2005 : 200 rings, Obsidian Gallery, Tucson, Arizona ; Gallery M, Cleveland, Ohio ; Shaw Gallery, Northeast Harbor, Maine
- 2005 : Unikum, Galerie Friends of Carlotta, Zurich
- 2006 : 200 rings, Facere Gallery, Seattle
- 2006 : Criss+Cross : design en Suisse, Joshibi University of Art and Design, Japon ; Hamamatsu, Shizuoka prefecture, Japon[5]
- 2007 : Criss+Cross : design en Suisse, Musée du design et de l'art contemporain (MUDAC), Lausanne[5]
- 2007 : Anne Baezner et Ma&Me, Galerie Caractère, Neuchâtel
- 2010 : Décor, design et industrie : les arts appliqués à Genève, Musée d'art et d'histoire , Genève[6]
- 2012 : L'Horlogerie à Genève : magie des métiers, trésors d'or et d'émail, Musée Rath, Genève[7]

## Collections publiques
- Musée d'art et d'histoire de Genève (23 pièces)
- Die Neue Sammlung, Museum für angewandte Kunst Design in der Moderne, Munich (dépôt permanent de la Danner Foundation Munich, 1 pièce)